# Kostel Nanebevzetí Panny Marie (Drahov)
Kostel Nanebevzetí Panny Marie v Drahově je farní kostel římskokatolické farnosti Drahov a kulturní památka České republiky. Památková ochrana se vztahuje na celý areál, včetně ohradní zdi se dvěma branami. Památkově není chráněna budova márnice. Kostel je připomínán jako poutní.

## Historie
První písemná zmínka o farním kostele v Drahově pochází z roku 1359. Ve 2. polovině 16. století proběhla jeho přestavba; při této přestavbě byl kostel zaklenut. V 19. století byla provedena přístavba kostela (byla přistavena západní část chrámové lodi s kruchtou). Gotická socha Panny Marie z poloviny 15. století byla zcizena v roce 1958. Koncem 20. století byla v rozporu se zásadami památkové péče provedena betonáž v kněžišti kostela – byl vybetonován nový stupeň.

## Popis
Půdorys kostela má podobu pravidelného kříže. V kostele a v ohradní zdi jsou osazeny kamenné artefakty z gotického období kostela. Jsou zde zbytky nástěnných maleb.
Nejstarší zvon pocházel z roku 1485, v roce 1831 však byl zvonařem Pernerem přelit. Další zvon pochází z roku 1716 a nejmenší zvon pochází z roku 1653.